# 北里達之助
北里 達之助（逹之助、きたざと たつのすけ、1928年〈昭和3年〉10月2日 - 2023年〈令和5年〉3月24日）は、日本の政治家、熊本県議会議員。

## 略歴
1975年（昭和50年）の熊本県議会選挙に、阿蘇郡選挙区から自由民主党公認で立候補して当選した。1989年（平成元年）9月から1990年（平成2年）3月まで自民党熊本県連幹事長を務めた。同月から1991年（平成3年）4月まで第62代熊本県議会議長を務めた。同年9月、熊本県連会長に就任した。1996年（平成8年）、第41回衆議院議員総選挙惨敗の責任をとって、県連会長を辞任した。1997年（平成9年）、森林・林業・林産業活性化促進地方議員連盟全国連絡会議の初代会長に就任した。1999年（平成11年）の県議選では無所属で立候補して、当選した。2023年3月24日、老衰のため死去した。